# Tipula (Beringotipula) clathrata
Tipula (Beringotipula) clathrata is een tweevleugelige uit de familie langpootmuggen (Tipulidae). De soort komt voor in het Nearctisch gebied.